# À la pharmacie
À la pharmacie (en russe : A apteke) est une nouvelle d’Anton Tchekhov, parue en 1885.

## Historique
À la pharmacie est initialement publiée dans la revue russe Le Journal de Pétersbourg, no 182, du 6 juillet 1885, sous le pseudonyme A.Tchekhonte.

## Résumé
Le percepteur Georges Svoïkine se rend directement à la pharmacie en sortant de chez le médecin. Il tend son ordonnance au pharmacien : « Ce sera prêt dans une heure », lui répond le pharmacien qui lève à peine les yeux de son journal.
Svoïkine s’assoit sur le divan et attend. Le pharmacien continue sa lecture. Le caissier compte sa monnaie et du fond viennent les bruits des laborantins qui préparent le remède. Il essaie en vain de lier la conversation avec le pharmacien, peine perdue : « Drôle de gens, ma parole ! pensa-t-il. Pourquoi donc se font-ils ce masque de savants ? Il écorchent leur prochain en vendant de la pommade pour faire pousser les cheveux, mais à leur figure, on pourrait croire à des pontifes de la science ».
Ça y est, c’est prêt : « Un rouble et six kopeck, dit le pharmacien. - Je n’ai qu’un rouble, je viendrai vous les donner demain. - Impossible, lui répond-il, rentrez chez vous et revenez avec l’argent ».
Il arrive péniblement chez lui et s’endort immédiatement. Il rêve qu’il bavarde avec le pharmacien.

## Édition française
- À la pharmacie, traduit par Madeleine Durand et Edouard Parayre, Les Éditeurs Français Réunis, 1955, numéro d’éditeur 431.